# Кишкиниха
Кишкини́ха — деревня в Талдомском районе Московской области России. Входит в состав сельского поселения Квашёнковское. Население — 18 чел. (2010).

## География
Расположена на севере Московской области, в северной части Талдомского района, примерно в 17 км к северу от центра города Талдома, на правом берегу впадающей в Угличское водохранилище реки Хотчи, у границы с Тверской областью. Ближайшие населённые пункты — деревни Бакшеиха, Бобровниково и Большое Курапово.

## Население
| 1859 | 1888 | 1926 | 2002 | 2006 | 2010 |
| ---- | ---- | ---- | ---- | ---- | ---- |
| 110  | ↗127 | ↗205 | ↘1   | →1   | ↗18  |

## История
В «Списке населённых мест» 1862 года указаны Кишкиниха Старая и Кишкиниха Новая — владельческие деревни 2-го стана Калязинского уезда Тверской губернии по левую сторону Дмитровского тракта, в 46 верстах от уездного города, при реке Хотче, с 12 и 4 дворами, 85 (39 мужчин, 46 женщин) и 25 (12 мужчин, 13 женщин) жителями соответственно.
По данным 1888 года деревни Большая Кишкиниха и Малая Кишкиниха входили в состав Белгородской волости Калязинского уезда, в них проживала 21 семья общим числом 94 (45 мужчин, 49 женщин) и 33 (16 мужчин, 17 женщин) человека соответственно.
В 1915 году — 26 и 5 дворов.
В 1922 году деревни вошли в состав Гражданской волости Ленинского уезда Московской губернии, образованной путём слияния Белгородской и Ново-Семёновской волостей Калязинского уезда Тверской губернии.
По материалам Всесоюзной переписи населения 1926 года Кишкиниха Большая и Кишкиниха Малая — деревни Бобровниковского сельского совета Гражданской волости Ленинского уезда, в первой проживало 148 жителей (67 мужчин, 81 женщина), насчитывалось 38 хозяйств, среди которых 32 крестьянских, во второй проживало 57 жителей (26 мужчин, 31 женщина), велось 11 хозяйств.
С 1929 года — населённые пункты в составе Ленинского района Кимрского округа Московской области.
Постановлением ЦИК и СНК от 23 июля 1930 года округа́ как административно-территориальные единицы были ликвидированы. Постановлением Президиума ВЦИК от 27 декабря 1930 года городу Ленинску было возвращено историческое наименование Талдом, а район был переименован в Талдомский.
На карте Московской губернии И. А. Стрельбицкого 1931 года указана деревня Старая Кишкиниха, на более поздних картах — Кишкиниха.
В 1960 году Бобровниковский сельсовет был упразднён, а все его селения переданы Квашёнковскому сельсовету.
1963—1965 гг. — Кишкиниха в составе Дмитровского укрупнённого сельского района.
В 1994 году Московской областной думой было утверждено положение о местном самоуправлении в Московской области, сельские советы как административно-территориальные единицы были преобразованы в сельские округа.
1994—2006 гг. — деревня Квашёнковского сельского округа Талдомского района.
2006—2009 гг. — деревня сельского поселения Ермолинское.
В 2009 году деревня Кишкиниха вошла в состав сельского поселения Квашёнковское Талдомского муниципального района Московской области, образованного путём выделения из состава сельского поселения Ермолинское.